# Theodor Mokrý
Theodor Mokrý (1. července 1857 Vodňany – 11. srpna 1945 Písek) byl český entomolog, odborník na lesnictví a rybářství.

## Studium
Studoval ve Vodňanech (1868–1869) a pak absolvoval Jirsíkovo gymnázium v Českých Budějovicích (1869–1872). Následně studia přerušil a absolvoval povinnou lesnickou praxi (1872–1873) v Libějovicích a v Českém Krumlově (1873–1874), aby poté mohl studovat lesnickou školu v Bělé pod Bezdězem (1874–1876). Ve Vídni vystudoval Vysokou zemědělskou školu, tím získal kvalifikaci pro statní lesní službu.

## Život
V roce 1880 začal pracovat na lesním úřadě v Českém Krumlově a zde se stal zakladatelem a vedoucím Čtenářské besedy a prvním jednatelem místního odboru Ústřední matice školské. V roce 1891 se stal vedoucím rybničního hospodářství v Lnářích, poté i jeho ředitelem a místopředsedou Československé lesnické rady (1919). Od mládí byl členem České lesnické jednoty až do jejího konce. Díky jeho zásluze byla založena Střední rybářská škola ve Vodňanech v roce 1920. Byl zakládajícím členem výboru Československé matice české a také členem sboru pro přípravu naučného slovníku lesnického. V roce 1920 byl zvolen dopisujícím členem a v roce 1927 řádným členem Národohospodářského ústavu české akademie věd a umění. Začátkem dvacátých let pracoval i na českém lesnickém názvosloví z oboru lesní správy. V období světové války se významně uplatňoval v Československé akademii zemědělské v Humpolci a v Masarykově akademii práce v Praze. Mnoho let byl komisařem u zkoušek pro samostatné lesní hospodáře. Po svém odchodu z lesní služby se stal profesorem Lesnické fakulty Českého vysokého učení technického v Praze, do roku 1931 dělal přednášky o rybářství. Je také nositel titulu inženýra Ministerstva veřejných prací z roku 1924.

### Rodina
Theodor Mokrý byl synem politika Antonína Mokrého, který byl předseda Nejvyššího soudu ČR, synem Markéty Mokré a bratr básníka Otakara Mokrého. Manželku ani děti neměl.

### Památky

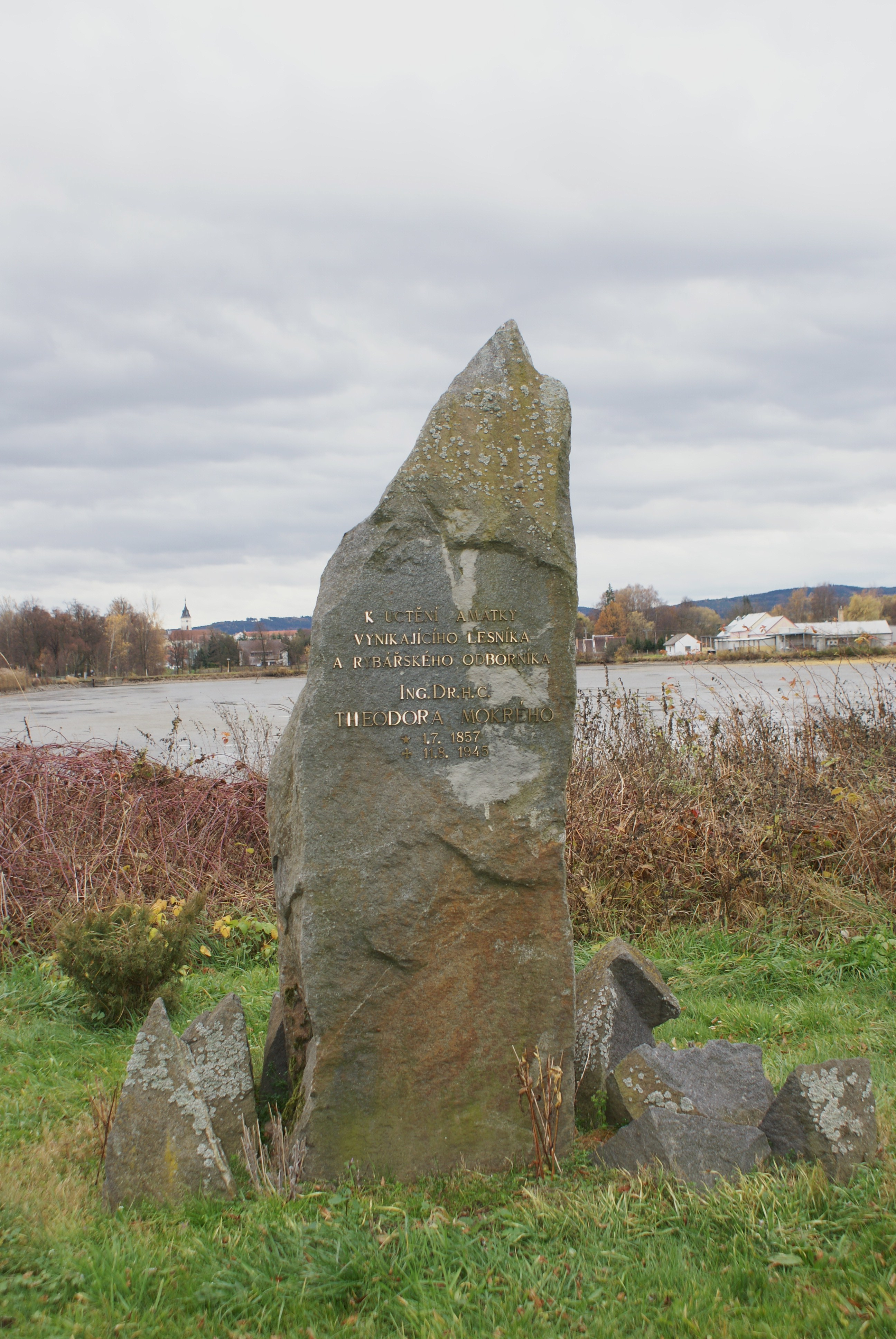
Památník Theodora Mokrého u Střední rybářské školy ve Vodňanech

Theodor Mokrý byl pohřben na již zaniklém hřbitově ve Vodňanech. V roce 2000 byla na jeho počest vyrobena pamětní deska u Střední rybářské školy ve Vodňanech na které je napsáno „k uctění památky vynikajícího lesníka a rybářského odborníka“. Ke stodvacátému výročí jeho narození vydalo Městské muzeum a galerie ve Vodňanech knihu Ing. Dr. Theodor Mokrý, život a dílo od Otakara Koreše v roce 1878.

## Dílo
Nejvýznamnějším úspěchem a dílem Theodora Mokrého bylo vyšlechtění nového druhu kapra lysce nazývaného pro nafialovělé zbarvení „modrák“. Pracoval na tomto objevu se svým zástupcem Václavem Peckou po dobu čtrnácti let. Dalším dílem bylo napsání sedmi knih k tematice rybářství a lesnictví. Úspěch a přínos Theodora Mokrého bylo i založení Hydrobiologické stanice Velký Pálenec u Blatné, a také díky Theodorovi Mokrému roku 1920 byla zřízena odborná rybářská škola ve Vodňanech.